# Die Venus vom Tivoli
Die Venus vom Tivoli (Uraufführungstitel) bzw. Zwiespalt des Herzens (deutscher Verleihtitel) ist ein schweizerischer Spielfilm von Leonard Steckel. Die Hauptrollen spielen Hilde Krahl, Paul Hubschmid und Heinrich Gretler. Der Geschichte liegt das gleichnamige Theaterstück (1931) von Peter Haggenmacher zugrunde.

## Handlung
In einem Konsulat eines südamerikanischen Landes in Zürich lernen sich eines Tages der bullige Impresario einer bunt zusammengewürfelten und wenig erfolgsverwöhnten Schauspieltruppe, Osvaldo Curtis, und die berühmte und einst gefeierte Schauspielerin Anina Wiedt, derzeit im Schweizer Exil befindlich, kennen. Mit wenig Hoffnung auf Erfolg hat Anina im Konsulat um ein Visum nachgesucht, um ihren Geliebten besuchen zu können. Auch Curtis hat Visa für sich und sein Grüppchen beantragt, doch will man ihm diese erst dann geben, wenn er nachweisen kann, dass er eine erstklassige Aufführung anzubieten hat. Beide Künstler haben somit viel einander zu geben, und so tun sich Curtis und Wiedt zusammen, in der Hoffnung auf eine Win-Win-Situation. Es sind zunächst zwei Aufführungen geplant, in der Anina die Hauptrolle an der Seite mehrerer Künstler übernehmen soll, die seit den Verwerfungen der ersten Nachkriegsjahre ab 1945 heimatlos geworden sind. Die erste Aufführung findet in Chur statt, die zweite ist für Schaffhausen geplant. Doch die Premiere wird ein Desaster, und Impresario Curtis setzt sich mit den Einnahmen ab, ohne zuvor die fälligen Rechnungen zu begleichen.
Um das Projekt nicht bereits im Ansatz scheitern zu lassen und den Kollegen nicht auch noch die letzte Hoffnung zu nehmen, übernimmt Anina kurzerhand selbst die Leitung der kleinen Darstellertruppe. Da der Schweizer Staat keinesfalls auf das ausstehende Geld verzichten will, besteht ein sturer Schweizer Gerichtsvollzieher, hierzulande Betreibungsbeamter genannt, namens Knüsli darauf, bis zur Begleichung der Summe sämtliche folgenden Vorstellungen persönlich zu überwachen. Im Umfeld der charmanten Anina blüht der knorrige alte Mann allmählich auf, und die Zusammenarbeit gestaltet sich angenehmer als von allen Beteiligten erwartet. Knüslis Assistent Bölsterli wiederum, ein attraktiver junger Mann mit Herzensbrecher-Charme, wirft bald ein Auge auf Anina, und es bahnt sich eine Romanze zwischen den beiden an. Angesichts dieser allgemein positiven Vibrations wird die Schaffhausener Vorstellung ein voller Erfolg, und Aninas Künstlertruppe erhält die sehnlichst erwarteten Visa ausgestellt. Bölsterli begleitet seine neue Flamme auf den Trip nach Lateinamerika.

## Produktionsnotizen
Die Dreharbeiten zu Die Venus vom Tivoli fanden vom 17. November 1952 bis zum 23. Januar 1953 in Chur, Zürich und Schaffhausen (Außenaufnahmen) statt. Die Atelieraufnahmen wurden u. a. im Filmstudio Bellerive angefertigt. Die Uraufführung erfolgte am 4. April 1953 in Zürich, Bern und Basel. Die deutsche Premiere fand unter dem Titel Zwiespalt des Herzens am 10. November 1953 statt.
Für die aus Hollywood angereiste 76-jährige Wiener Exilantin Ilka Grüning war dies ihr letzter Filmauftritt. Anfang Juni 1953 reiste sie endgültig in ihre Wahlheimat USA heim.
Hinter dem Vorlageautor Peter Haggenmacher verbarg sich Jakob Rudolf Welti, der Literatur-Redakteur der Neuen Zürcher Zeitung. Die Venus vom Tivoli, ein “umwerfende(s) Stück”, war seit der Erscheinung 1931 ein Publikumshit und lief als Reprise 1945/46 mit großem Erfolg am Zürcher Rudolf Bernhard-Theater.
Komponist Walter Baumgartner verwendete in seiner Komposition Melodien von Jacques Offenbach.
Werner Schlichting entwarf die Filmbauten, Robert Gamma die Kostüme. Ettore Cella diente Steckel als Regieassistent.

## Wissenswertes
Gloriafilm-Produzent Oscar Düby erhoffte sich wie schon bei Palace Hotel dank einer internationalen Beteiligung (Hilde Krahl, Inge Konradi und Rudolf Rhomberg aus Österreich, Gustav Knuth und Peer Schmidt aus Deutschland, die Hollywood-Heimkehrer Paul Hubschmid, Ilka Grüning und Friedrich Torberg sowie der deutschstämmige Kameramann Eugen Schüfftan aus Frankreich) mit Die Venus vom Tivoli einen kommerziellen Erfolg im deutschsprachigen Raum. Der blieb jedoch angesichts der behäbigen Inszenierung durch den im Mai 1933 in die Schweiz exilierten Theaterregisseur Leonard Steckel aus.

## Kritiken
In Hervé Dumonts Die Geschichte des Schweizer Films heißt es: „Dübys grösster Fehler war aber, diese Theatergeschichte einem (grossen) Theatermann zu übergeben: Steckels Inszenierung fehlt der visuelle Fluss, seine spärlichen filmischen ‚Ideen‘ kommen schwerfällig übertrieben, die komischen Pointen platziert er in alter Schwank-Tradition jeweils ‚am Szenenende‘. Die lustigen Momente und die feineren Zeichnungen sind Verdienst der Schauspieler, deren Spiel Steckel nicht zu harmonisieren vermag, so gefangen ist er in seinen tollpatschigen Versuchen, ‚Kino zu machen‘. Gerettet wird der Film durch die ungemein schillernde Photographie von Schüfftan …“.
Im Lexikon des Internationalen Films heißt es: „Behäbige Verfilmung eines schweizerischen Bühnenstücks.“